# Cáncer de vulva
El cáncer de vulva es una neoplasia maligna que se desarrolla en la vulva, la parte externa de los genitales femeninos. La zona más comúnmente afectada son los labios vaginales externos (labios mayores),  y con menos frecuencia, los labios vaginales internos (menores), el clítoris o las glándulas vaginales. Entre los síntomas se puede destacar la aparición de un bulto, picazón, cambios en el color y consistencia de la piel o sangrado.
Los factores de riesgo incluyen neoplasia intraepitelial vulvar (VIN), infección por VPH, verrugas genitales, tabaquismo y haber tenido muchas parejas sexuales. La mayoría de los cánceres de vulva son cánceres de células escamosas y se clasifican según su relación con el VPH. Otros tipos menos frecuentes pueden ser adenocarcinoma, melanoma, sarcoma y carcinoma basocelular. El diagnóstico comienza con la sospecha a partir del examen físico y se confirma con una biopsia de tejido. No se recomienda hacer pruebas de tamizaje en forma rutinaria.
Entre las acciones preventivas destaca la vacunación contra el VPH. Los tratamientos estándar pueden incluir cirugía, radioterapia, quimioterapia y terapia biológica. Entre los datos más recientes de 2018 las estadísticas muestran que el cáncer de vulva afectó a unas 44 200 personas y provocó 15 200 muertes en todo el mundo. En los Estados Unidos, en 2019 se presentó en unas 6070 personas con 1280 muertes ese año. El inicio se presenta, por lo general, después de los 45 años Hacia el año 2015, las tasas de supervivencia a cinco años para el cáncer de vulva era de alrededor del 71 %. Estos resultados pueden variar si ha habido diseminación hacia los ganglios linfáticos.